# Gisela Weiss (Astronomin)
Gisela Weiss (auch Gisela Weiß; 14. Juli 1891 in Wien – 12. Juni 1975 ebenda) war eine österreichische Astronomin. Sie war die erste Frau, die in Österreich in Astronomie promoviert wurde.

## Leben
Gisela Weiss stammte aus einer jüdischen Industriellenfamilie. Ihr Vater Leo Weiß war Begründer und Inhaber mehrerer Holz- und Eisenwerke in Klosterneuburg. Sie besuchte ein Mädchenobergymnasium in Wien und legte 1912 die Reifeprüfung im Gymnasium Rahlgasse ab. Das war damals die einzige Schule, die Mädchen einen Zugang zu einem Universitätsstudium ermöglichte. Anschließend studierte sie Mathematik, Physik und Astronomie. Ihre Dissertation behandelte die Bahnbestimmung eines Kleinen Planeten, nämlich des Asteroiden (193) Ambrosia. Bahnbestimmungen von Kleinplaneten war ein Arbeitsschwerpunkt der Astronomen an der Wiener Sternwarte.
Die Gutachter waren Josef von Hepperger (1855–1928) und Samuel Oppenheim (1857–1928). Ihre Promotion war am 28. Juni 1917.
Nach ihrem Studium arbeitete Gisela Weiss wohl im Betrieb ihres Vaters. Als Beruf wird Privatbeamtin und Prokuristin angegeben. Sie heiratete 1920, nahm aber nach der Scheidung wieder ihren Mädchennamen an. Sie emigrierte während des Krieges und hatte ab 1950 die israelische Staatsbürgerschaft. Dennoch lebte sie wieder in Wien. Hier starb sie am 12. Juni 1975 und wurde im Familiengrab auf dem Jüdischen Friedhof Klosterneuburg bestattet.